# Bóng đá tại Thế vận hội Mùa hè 2024 – Giải đấu Nam – Bảng A
Bảng A của giải bóng đá nam tại Thế vận hội Mùa hè 2024 diễn ra từ ngày 24 đến ngày 30 tháng 7 năm 2024. Bảng này bao gồm các đội tuyển Pháp, New Zealand, Hoa Kỳ và Guinée. Hai đội đứng đầu giành quyền vào vòng đấu loại trực tiếp.

## Các đội tuyển
| Vị trí | Đội tuyển   | Nhóm | Liên đoàn | Tư cách vượt qua vòng loại                                               | Ngày vượt qua vòng loại | Tham dự Thế vận hội | Tham dự gần nhất | Thành tích tốt nhất    |
| ------ | ----------- | ---- | --------- | ------------------------------------------------------------------------ | ----------------------- | ------------------- | ---------------- | ---------------------- |
| A1     | Pháp        | 1    | UEFA      | Chủ nhà                                                                  | 13 tháng 9 năm 2017     | 13 lần              | 2020             | Huy chương Vàng (1984) |
| A2     | Hoa Kỳ      | 3    | CONCACAF  | Vô địch Giải vô địch bóng đá U-20 Bắc, Trung Mỹ và Caribe 2022           | 1 tháng 7 năm 2022      | 14 lần              | 2008             | Huy chương Bạc (1904)  |
| A3     | Guinée      | 4    | CAF       | Đội thắng Play-off AFC–CAF                                               | 9 tháng 5 năm 2024      | 1 lần               | 1968             | Hạng 11 (1968)         |
| A4     | New Zealand | 2    | OFC       | Vô địch Vòng loại bóng đá Thế vận hội Mùa hè khu vực châu Đại Dương 2023 | 9 tháng 9 năm 2023      | 3 lần               | 2020             | Hạng 6 (2020)          |

## Bảng xếp hạng
| VT | Đội         | ST | T | H | B | BT | BB | HS | Đ | Giành quyền tham dự                 |
| -- | ----------- | -- | - | - | - | -- | -- | -- | - | ----------------------------------- |
| 1  | Pháp (H)    | 3  | 3 | 0 | 0 | 7  | 0  | +7 | 9 | Đi tiếp vào vòng đấu loại trực tiếp |
| 2  | Hoa Kỳ      | 3  | 2 | 0 | 1 | 7  | 4  | +3 | 6 | Đi tiếp vào vòng đấu loại trực tiếp |
| 3  | New Zealand | 3  | 1 | 0 | 2 | 3  | 8  | −5 | 3 |                                     |
| 4  | Guinée      | 3  | 0 | 0 | 3 | 1  | 6  | −5 | 0 |                                     |

Ở vòng tứ kết,
- Đội nhất bảng A là Pháp đấu với đội nhì bảng B là Argentina.
- Đội nhì bảng A là Hoa Kỳ đấu với đội nhất bảng B là Maroc.

## Các trận đấu

### Guinée vs New Zealand
| Guinée        | 1–2      | New Zealand               |
| ------------- | -------- | ------------------------- |
| - Diawara 72' | Chi tiết | - Garbett 25' - Waine 76' |

| Guinée | New Zealand |

| GK               | 1  | Soumaïla Sylla  |       |     |
| RB               | 3  | Bangaly Cissé   |       |     |
| CB               | 4  | Mohamed Soumah  | 90+9' |     |
| CB               | 6  | Amadou Diawara  |       |     |
| LB               | 13 | Madiou Keita    |       |     |
| CM               | 8  | Naby Keïta (c)  |       | 87' |
| CM               | 17 | Abdoulaye Touré |       | 73' |
| RW               | 14 | Amadou Diallo   |       | 79' |
| AM               | 10 | Ilaix Moriba    |       | 74' |
| LW               | 7  | Aliou Baldé     |       |     |
| CF               | 12 | Algassime Bah   |       |     |
| Thay người:      |    |                 |       |     |
| MF               | 15 | Issiaga Camara  |       | 73' |
| FW               | 11 | Ousmane Camara  |       | 74' |
| DF               | 2  | Naby Oularé     |       | 79' |
| FW               | 9  | Henry Camara    |       | 87' |
| Huấn luyện viên: |    |                 |       |     |
| Kaba Diawara     |    |                 |       |     |

| GK               | 1  | Alex Paulsen        |       |     |
| RB               | 2  | Michael Boxall      |       |     |
| CB               | 5  | Finn Surman         |       |     |
| CB               | 4  | Tyler Bindon        |       |     |
| LB               | 3  | Sam Sutton          |       |     |
| CM               | 6  | Joe Bell            | 90+6' |     |
| CM               | 17 | Lachlan Bayliss     |       | 77' |
| RW               | 7  | Matthew Garbett (c) |       | 84' |
| AM               | 10 | Sarpreet Singh      |       |     |
| LW               | 14 | Jay Herdman         |       | 77' |
| CF               | 9  | Ben Waine           |       |     |
| Thay người:      |    |                     |       |     |
| FW               | 18 | Oskar van Hattum    |       | 77' |
| FW               | 19 | Liam Gillion        |       | 77' |
| DF               | 13 | Lukas Kelly-Heald   |       | 84' |
| Huấn luyện viên: |    |                     |       |     |
| Darren Bazeley   |    |                     |       |     |

| Trợ lý trọng tài: Ahmed Al-Rashadi (Các Tiểu vương quốc Ả Rập Thống nhất) Sabet Obaid Suroor Al-Ali (Các Tiểu vương quốc Ả Rập Thống nhất) Trọng tài thứ tư: Veronika Bernatskaia (Kyrgyzstan) Trợ lý trọng tài video: Khamis Al-Marri (Qatar) Trợ lý tổ trợ lý trọng tài video: Rob Dieperink (Hà Lan) |

### Pháp vs Hoa Kỳ
| Pháp                                   | 3–0      | Hoa Kỳ |
| -------------------------------------- | -------- | ------ |
| - Lacazette 61' - Olise 69' - Badé 85' | Chi tiết |        |

| Pháp | Hoa Kỳ |

| GK               | 16 | Guillaume Restes        |     |     |
| RB               | 5  | Kiliann Sildillia       | 17' |     |
| CB               | 4  | Loïc Badé               |     |     |
| CB               | 2  | Castello Lukeba         |     |     |
| LB               | 3  | Adrien Truffert         |     |     |
| CM               | 6  | Manu Koné               |     | 87' |
| CM               | 13 | Joris Chotard           |     |     |
| RW               | 12 | Enzo Millot             |     | 71' |
| AM               | 10 | Alexandre Lacazette (c) |     |     |
| LW               | 7  | Michael Olise           |     | 82' |
| CF               | 14 | Jean-Philippe Mateta    |     | 71' |
| Thay người:      |    |                         |     |     |
| FW               | 9  | Arnaud Kalimuendo       |     | 71' |
| MF               | 8  | Maghnes Akliouche       |     | 71' |
| MF               | 11 | Désiré Doué             |     | 82' |
| DF               | 17 | Soungoutou Magassa      |     | 87' |
| Huấn luyện viên: |    |                         |     |     |
| Thierry Henry    |    |                         |     |     |

| GK               | 1  | Patrick Schulte     |     |     |
| RB               | 2  | Nathan Harriel      |     |     |
| CB               | 12 | Miles Robinson      |     |     |
| CB               | 3  | Walker Zimmerman    |     |     |
| LB               | 5  | John Tolkin         |     |     |
| CM               | 6  | Gianluca Busio      |     | 71' |
| CM               | 8  | Tanner Tessmann (c) |     |     |
| RW               | 11 | Paxten Aaronson     |     | 76' |
| AM               | 14 | Djordje Mihailovic  |     | 76' |
| LW               | 7  | Kevin Paredes       | 37' | 76' |
| CF               | 13 | Duncan McGuire      |     | 86' |
| Thay người:      |    |                     |     |     |
| DF               | 4  | Maximilian Dietz    |     | 71' |
| MF               | 16 | Jack McGlynn        |     | 76' |
| FW               | 10 | Taylor Booth        |     | 76' |
| FW               | 9  | Griffin Yow         |     | 76' |
| DF               | 17 | Caleb Wiley         |     | 86' |
| Huấn luyện viên: |    |                     |     |     |
| Marko Mitrović   |    |                     |     |     |

| Trợ lý trọng tài: Maximiliano Del Yesso (Argentina) Facundo Rodríguez (Argentina) Trọng tài thứ tư: Anahí Fernández (Uruguay) Trợ lý trọng tài video: Carlos del Cerro Grande (Tây Ban Nha) Trợ lý tổ trợ lý trọng tài video: Guillermo Pacheco (México) |

### New Zealand vs Hoa Kỳ
| New Zealand   | 1–4      | Hoa Kỳ                                                              |
| ------------- | -------- | ------------------------------------------------------------------- |
| - Randall 78' | Chi tiết | - Mihailovic 10' (ph.đ.) - Zimmerman 12' - Busio 30' - Aaronson 58' |

| New Zealand | Hoa Kỳ |

| GK               | 1  | Alex Paulsen        |     |     |
| RB               | 4  | Tyler Bindon        |     |     |
| CB               | 5  | Finn Surman         |     |     |
| CB               | 2  | Michael Boxall      |     |     |
| LB               | 3  | Sam Sutton          | 65' |     |
| CM               | 6  | Joe Bell            |     | 76' |
| CM               | 7  | Matthew Garbett (c) |     |     |
| RW               | 17 | Lachlan Bayliss     |     | 46' |
| AM               | 10 | Sarpreet Singh      |     | 84' |
| LW               | 14 | Jay Herdman         |     | 46' |
| CF               | 9  | Ben Waine           |     | 76' |
| Thay người:      |    |                     |     |     |
| FW               | 11 | Jesse Randall       |     | 46' |
| FW               | 18 | Oskar van Hattum    |     | 46' |
| DF               | 15 | Matthew Sheridan    |     | 76' |
| DF               | 13 | Lukas Kelly-Heald   |     | 76' |
| FW               | 19 | Liam Gillion        |     | 84' |
| Huấn luyện viên: |    |                     |     |     |
| Darren Bazeley   |    |                     |     |     |

| GK               | 1  | Patrick Schulte     |       |     |
| RB               | 2  | Nathan Harriel      |       | 69' |
| CB               | 12 | Miles Robinson      |       |     |
| CB               | 3  | Walker Zimmerman    |       |     |
| LB               | 5  | John Tolkin         |       |     |
| DM               | 8  | Tanner Tessmann (c) | 45+2' |     |
| CM               | 6  | Gianluca Busio      |       | 36' |
| CM               | 14 | Djordje Mihailovic  |       | 56' |
| RF               | 7  | Kevin Paredes       |       | 69' |
| CF               | 13 | Duncan McGuire      |       | 57' |
| LF               | 11 | Paxten Aaronson     |       |     |
| Thay người:      |    |                     |       |     |
| MF               | 16 | Jack McGlynn        |       | 36' |
| DF               | 4  | Maximilian Dietz    |       | 56' |
| FW               | 9  | Griffin Yow         |       | 57' |
| MF               | 15 | Benjamin Cremaschi  |       | 69' |
| FW               | 10 | Taylor Booth        |       | 69' |
| Huấn luyện viên: |    |                     |       |     |
| Marko Mitrović   |    |                     |       |     |

| Trợ lý trọng tài: Mahbod Beigi (Thụy Điển) Andreas Söderkvist (Thụy Điển) Trọng tài thứ tư: Anahí Fernández (Uruguay) Trợ lý trọng tài video: Carlos del Cerro Grande (Tây Ban Nha) Trợ lý tổ trợ lý trọng tài video: Katalin Kulcsár (Hungary) |

### Pháp vs Guinée
| Pháp            | 1–0      | Guinée |
| --------------- | -------- | ------ |
| - Sildillia 75' | Chi tiết |        |

| Pháp | Guinée |

| GK               | 16 | Guillaume Restes        |       |     |
| RB               | 5  | Kiliann Sildillia       |       |     |
| CB               | 4  | Loïc Badé               | 45+9' |     |
| CB               | 2  | Castello Lukeba         |       |     |
| LB               | 3  | Adrien Truffert         |       |     |
| CM               | 8  | Maghnes Akliouche       |       | 59' |
| CM               | 6  | Manu Koné               | 87'   |     |
| CM               | 13 | Joris Chotard           |       |     |
| AM               | 7  | Michael Olise           |       |     |
| CF               | 14 | Jean-Philippe Mateta    |       | 58' |
| CF               | 10 | Alexandre Lacazette (c) | 49'   | 87' |
| Thay người:      |    |                         |       |     |
| FW               | 9  | Arnaud Kalimuendo       |       | 58' |
| MF               | 12 | Enzo Millot             |       | 59' |
| MF               | 11 | Désiré Doué             |       | 87' |
| Huấn luyện viên: |    |                         |       |     |
| Thierry Henry    |    |                         |       |     |

| GK               | 1  | Soumaïla Sylla  |     |       |
| CB               | 3  | Bangaly Cissé   |     |       |
| CB               | 4  | Mohamed Soumah  |     |       |
| CB               | 13 | Madiou Keita    |     |       |
| RM               | 7  | Aliou Baldé     |     |       |
| CM               | 17 | Abdoulaye Touré |     | 90+4' |
| CM               | 6  | Amadou Diawara  |     |       |
| LM               | 14 | Amadou Diallo   |     |       |
| RF               | 8  | Naby Keïta (c)  | 74' | 77'   |
| CF               | 12 | Algassime Bah   |     | 90+4' |
| LF               | 10 | Ilaix Moriba    |     | 84'   |
| Thay người:      |    |                 |     |       |
| DF               | 2  | Naby Oularé     |     | 77'   |
| FW               | 11 | Ousmane Camara  |     | 84'   |
| FW               | 9  | Henry Camara    |     | 90+4' |
| MF               | 15 | Issiaga Camara  |     | 90+4' |
| Huấn luyện viên: |    |                 |     |       |
| Kaba Diawara     |    |                 |     |       |

| Trợ lý trọng tài: Andrey Tsapenko (Uzbekistan) Timur Gaynullin (Uzbekistan) Trọng tài thứ tư: Veronika Bernatskaia (Kyrgyzstan) Trợ lý trọng tài video: Ovidiu Hațegan (România) Trợ lý tổ trợ lý trọng tài video: Mahmoud Ashour (Ai Cập) |

### New Zealand vs Pháp
| New Zealand | 0–3      | Pháp                                     |
| ----------- | -------- | ---------------------------------------- |
|             | Chi tiết | - Mateta 19' - Doué 71' - Kalimuendo 74' |

| New Zealand | Pháp |

| GK               | 1  | Alex Paulsen        |     |       |
| RB               | 4  | Tyler Bindon        |     |       |
| CB               | 5  | Finn Surman         |     | 78'   |
| CB               | 2  | Michael Boxall      |     |       |
| LB               | 3  | Sam Sutton          |     | 78'   |
| CM               | 6  | Joe Bell            |     |       |
| CM               | 7  | Matthew Garbett (c) |     |       |
| RW               | 18 | Oskar van Hattum    |     | 46'   |
| AM               | 10 | Sarpreet Singh      |     | 90+1' |
| LW               | 13 | Lukas Kelly-Heald   | 63' |       |
| CF               | 9  | Ben Waine           |     | 85'   |
| Thay người:      |    |                     |     |       |
| MF               | 17 | Lachlan Bayliss     |     | 46'   |
| DF               | 15 | Matthew Sheridan    |     | 78'   |
| FW               | 14 | Jay Herdman         |     | 78'   |
| MF               | 16 | Fin Conchie         |     | 85'   |
| FW               | 19 | Liam Gillion        |     | 90+1' |
| Huấn luyện viên: |    |                     |     |       |
| Darren Bazeley   |    |                     |     |       |

| GK               | 1  | Obed Nkambadio           |  |     |
| CB               | 17 | Soungoutou Magassa       |  |     |
| CB               | 2  | Castello Lukeba          |  | 78' |
| CB               | 19 | Chrislain Matsima        |  |     |
| RM               | 11 | Désiré Doué              |  | 78' |
| CM               | 20 | Andy Diouf               |  |     |
| CM               | 21 | Johann Lepenant          |  |     |
| LM               | 15 | Bradley Locko            |  |     |
| AM               | 18 | Rayan Cherki             |  | 65' |
| CF               | 14 | Jean-Philippe Mateta (c) |  | 66' |
| CF               | 9  | Arnaud Kalimuendo        |  |     |
| Thay người:      |    |                          |  |     |
| FW               | 7  | Michael Olise            |  | 65' |
| MF               | 8  | Maghnes Akliouche        |  | 66' |
| MF               | 13 | Joris Chotard            |  | 78' |
| DF               | 4  | Loïc Badé                |  | 78' |
| Huấn luyện viên: |    |                          |  |     |
| Thierry Henry    |    |                          |  |     |

| Trợ lý trọng tài: Sandra Ramírez (México) Karen Díaz (México) Trọng tài thứ tư: Anahí Fernández (Uruguay) Trợ lý trọng tài video: Carlos del Cerro Grande (Tây Ban Nha) Trợ lý tổ trợ lý trọng tài video: Sivakorn Pu-udom (Thái Lan) |

### Hoa Kỳ vs Guinée
| Hoa Kỳ                              | 3–0      | Guinée |
| ----------------------------------- | -------- | ------ |
| - Mihailovic 14' - Paredes 31', 75' | Chi tiết |        |

| Hoa Kỳ | Guinée |

| GK               | 1  | Patrick Schulte     |     |     |
| RB               | 2  | Nathan Harriel      |     |     |
| CB               | 12 | Miles Robinson      |     |     |
| CB               | 3  | Walker Zimmerman    |     |     |
| LB               | 5  | John Tolkin         |     |     |
| DM               | 4  | Maximilian Dietz    | 36' | 52' |
| CM               | 8  | Tanner Tessmann (c) |     |     |
| CM               | 14 | Djordje Mihailovic  |     | 52' |
| RF               | 7  | Kevin Paredes       |     | 78' |
| CF               | 11 | Paxten Aaronson     |     | 66' |
| LF               | 9  | Griffin Yow         |     | 66' |
| Thay người:      |    |                     |     |     |
| MF               | 21 | Josh Atencio        |     | 52' |
| MF               | 21 | Jack McGlynn        |     | 52' |
| FW               | 13 | Duncan McGuire      |     | 66' |
| FW               | 10 | Taylor Booth        |     | 66' |
| DF               | 17 | Caleb Wiley         |     | 78' |
| Huấn luyện viên: |    |                     |     |     |
| Marko Mitrović   |    |                     |     |     |

| GK               | 1  | Soumaïla Sylla     |     | 46' |
| CB               | 3  | Bangaly Cissé      |     | 28' |
| CB               | 4  | Mohamed Soumah     |     |     |
| CB               | 13 | Madiou Keita       |     |     |
| RM               | 7  | Aliou Baldé        |     |     |
| CM               | 17 | Abdoulaye Touré    |     |     |
| CM               | 6  | Amadou Diawara (c) |     | 63' |
| LM               | 14 | Amadou Diallo      |     | 85' |
| RF               | 11 | Ousmane Camara     | 38' |     |
| CF               | 12 | Algassime Bah      |     | 63' |
| LF               | 10 | Ilaix Moriba       |     |     |
| Thay người:      |    |                    |     |     |
| DF               | 2  | Naby Oularé        |     | 28' |
| GK               | 16 | Mory Keita         |     | 46' |
| FW               | 9  | Henry Camara       |     | 63' |
| MF               | 15 | Issiaga Camara     |     | 63' |
| DF               | 20 | Chérif Camara      |     | 85' |
| Huấn luyện viên: |    |                    |     |     |
| Kaba Diawara     |    |                    |     |     |

| Trợ lý trọng tài: Almira Spahić (Thụy Điển) Francesca Di Monte (Ý) Trọng tài thứ tư: Frida Klarlund (Đan Mạch) Trợ lý trọng tài video: Paolo Valeri (Ý) Trợ lý tổ trợ lý trọng tài video: Kate Jacewicz (Úc) |

## Kỷ luật của bảng đấu
Điểm kỷ luật sẽ được sử dụng như một tiêu chí xếp hạng nếu thành tích tổng thể và thành tích đối đầu của các đội bằng nhau. Điểm này được tính dựa trên số thẻ vàng và thẻ đỏ nhận được trong tất cả các trận đấu vòng bảng như sau:
- thẻ vàng thứ nhất: trừ 1 điểm;
- thẻ đỏ gián tiếp (thẻ vàng thứ hai): trừ 3 điểm;
- thẻ đỏ trực tiếp: trừ 4 điểm;
- thẻ vàng và thẻ đỏ trực tiếp: trừ 5 điểm;

Chỉ một trong các khoản trừ trên được áp dụng cho một cầu thủ trong một trận đấu.
| Đội         | Trận 1   | Trận 1                                    | Trận 1 | Trận 1            | Trận 2   | Trận 2                                    | Trận 2 | Trận 2            | Trận 3   | Trận 3                                    | Trận 3 | Trận 3            | Điểm |
| Đội         | Thẻ vàng | Thẻ vàng · Thẻ vàng-đỏ (thẻ đỏ gián tiếp) | Thẻ đỏ | Thẻ vàng · Thẻ đỏ | Thẻ vàng | Thẻ vàng · Thẻ vàng-đỏ (thẻ đỏ gián tiếp) | Thẻ đỏ | Thẻ vàng · Thẻ đỏ | Thẻ vàng | Thẻ vàng · Thẻ vàng-đỏ (thẻ đỏ gián tiếp) | Thẻ đỏ | Thẻ vàng · Thẻ đỏ | Điểm |
| ----------- | -------- | ----------------------------------------- | ------ | ----------------- | -------- | ----------------------------------------- | ------ | ----------------- | -------- | ----------------------------------------- | ------ | ----------------- | ---- |
| Pháp        | 1        |                                           |        |                   |          |                                           |        |                   |          |                                           |        |                   | –1   |
| Guinée      | 1        |                                           |        |                   |          |                                           |        |                   | 1        |                                           |        |                   | –2   |
| Hoa Kỳ      | 1        |                                           |        |                   | 1        |                                           |        |                   | 1        |                                           |        |                   | –3   |
| New Zealand | 1        |                                           |        |                   | 1        |                                           |        |                   | 1        |                                           |        |                   | –3   |